# 人形町站
人形町站（日语：／ Ningyōchō eki */?）是位於日本東京都中央區日本橋人形町，屬於東京地下鐵、東京都交通局（都營地下鐵）的鐵路車站。
此站有東京地下鐵的日比谷線與都營地下鐵的淺草線停靠。日比谷線的車站編號是H 14、淺草線是A 14。

## 歷史
- 1962年（昭和37年）
  - 5月31日：帝都高速度交通營團（營團地下鐵）日比谷線人形町站開業。
  - 9月30日：都營地下鐵1號線站區開業，成為換乘站。
- 1978年（昭和53年）7月1日：都營1號線更名為都營淺草線。
- 2004年（平成16年）4月1日：營團地下鐵民營化，營團站區由東京地下鐵接手經營。
- 2017年（平成29年）4月1日：轉乘專用閘口開始共用。同時開始構內通過服務。
- 2018年（平成30年）3月17日：與東京地下鐵半藏門線水天宮前站開始轉乘業務[other 1]。

## 車站構造

### 東京地下鐵
日比谷線是相對式月台2面2線的地下車站，北千住側有A線（中目黑方向面）往B線（北千住方向）的單向橫渡線。
日比谷線與淺草線月台編號是連續編號，與另一座兩線轉乘站東銀座站一樣。
兩線轉乘需出站後再入站。A1 - A4出入口與日比谷線剪票口由東京地下鐵管理，A5 - A6出入口與都營淺草線剪票口由東京都交通局管理。
日比谷線北千住方向剪票口的東京地下鐵售票機由都營地下鐵管理，該售票機的乘車券有類型限制。另一方面，日比谷線中目黑方向剪票口的都營售票機由東京地下鐵管理，該售票機的乘車券一樣有類型限制。
地面層與剪票口、月台層之間有電梯連繫，分別在A3出入口（東京地下鐵）與A6出入口（都營地下鐵）。剪票口層與月台層在同一樓層的日比谷線乘客，若是要使用輪椅轉乘，須先搭乘電梯至地面後再搭乘電梯到淺草線。

都營淺草線月台位於日比谷線剪票口、月台正下方，須藉由樓梯、電扶梯（泉岳寺側）、輪椅用樓梯昇降機（押上側）往上至剪票口層。
A1、A2出入口與水天宮前交差點方向剪票口是日比谷線乘客專用，水天宮前交差點方向剪票口與人形町交差點方向剪票口沒有站外連絡通道。A1、A2出入口貼有標語「非都營淺草線月台」。但從2017年4月1日起，IC卡使用者將開放淺草線與日比谷線站內通過服務。

### 月台配置
| 月台 | 路線     | 目的地                   |
| ---- | -------- | ------------------------ |
| 1    | 日比谷線 | 銀座、六本木、中目黑方向 |
| 2    | 日比谷線 | 上野、北千住、南栗橋方向 |

（來源：東京地下鐵:構內圖 （页面存档备份，存于））

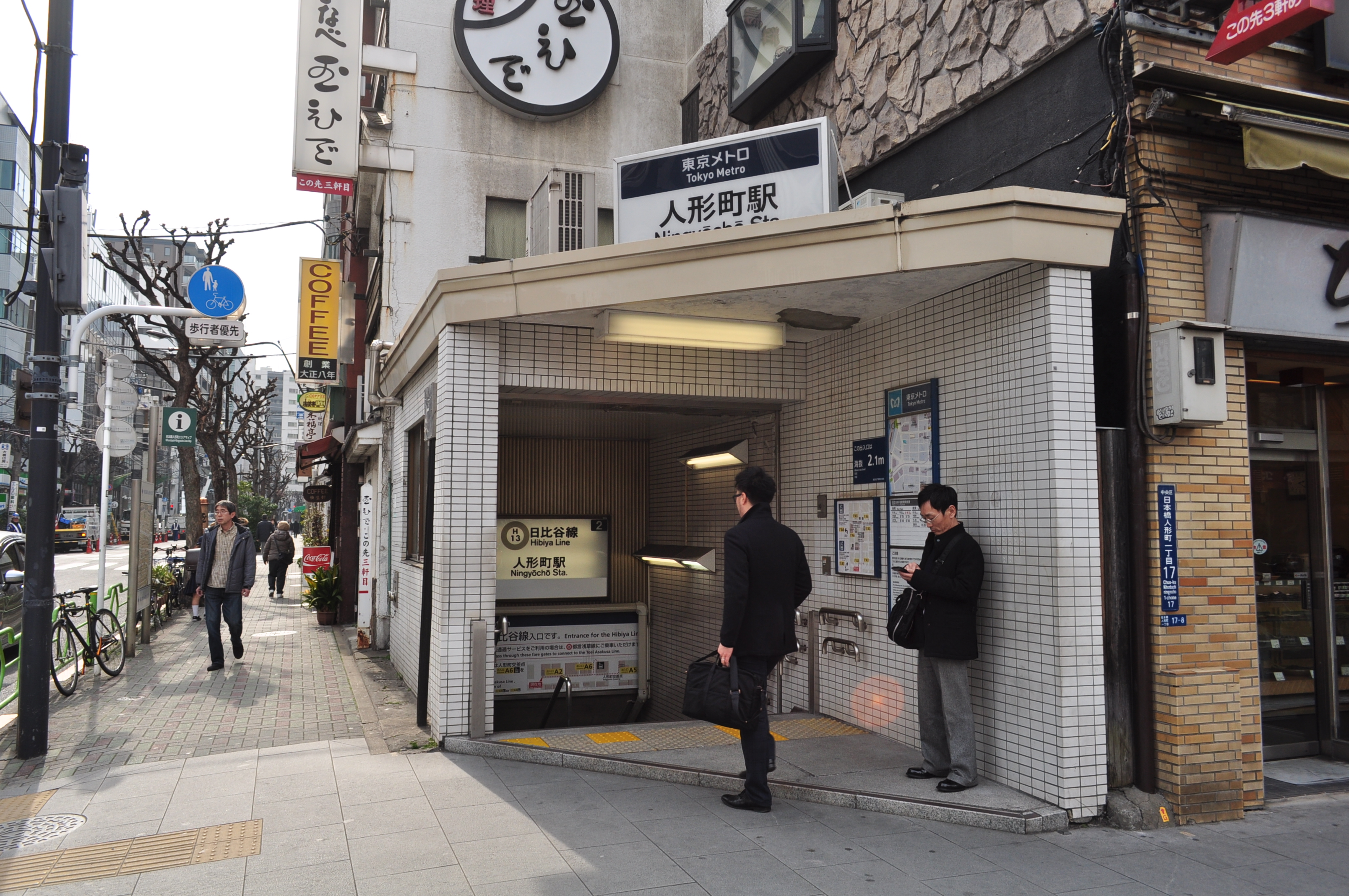
日比谷線A2出入口（2018年2月28日攝）
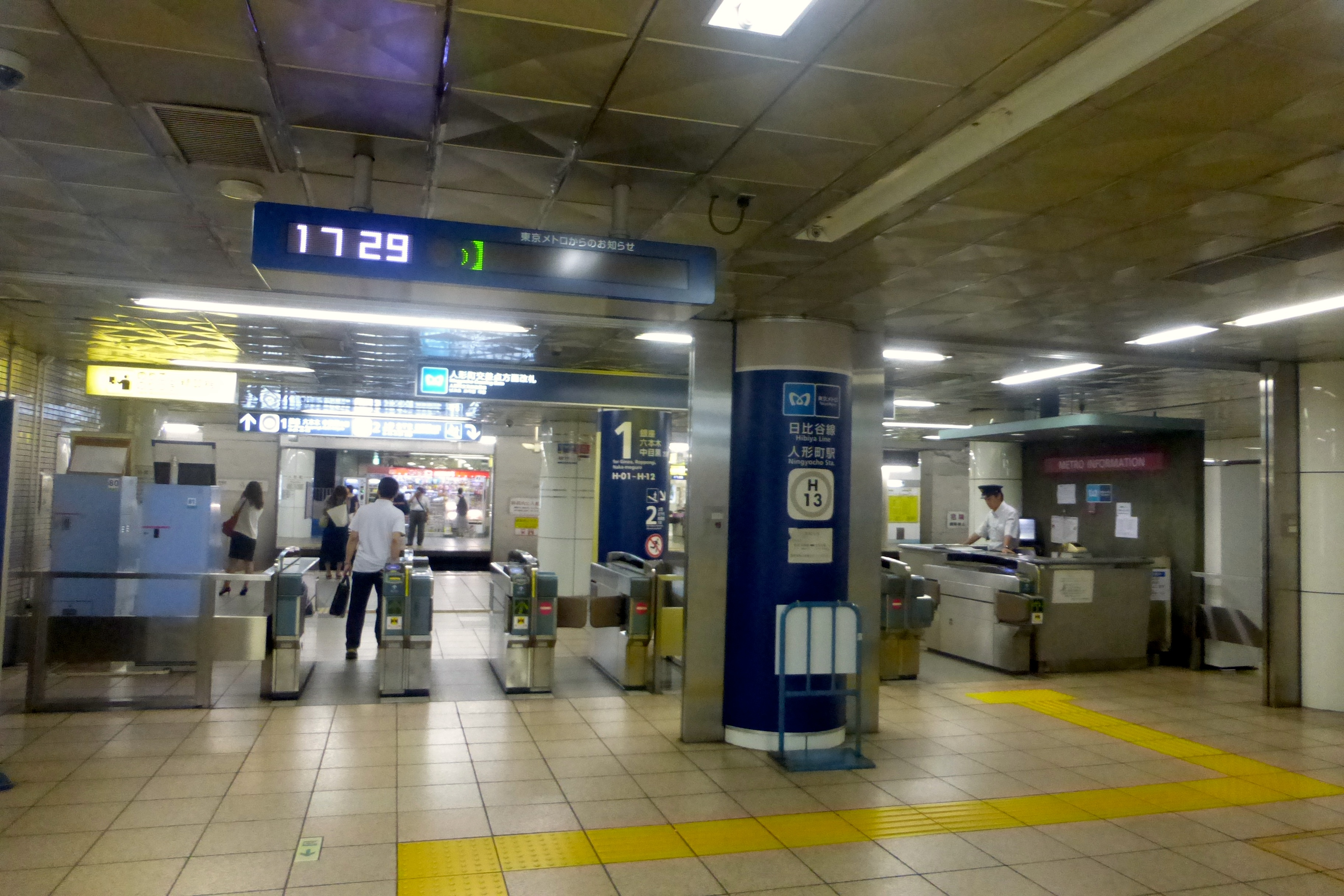
日比谷線人形町交差點方向閘口（2015年8月10日）

### 東京都交通局
淺草線是島式月台1面2線的地下車站。開業當時為終點站，日本橋側有剪式橫渡線連結留置、拖上線。路線延伸後改為單向橫渡線 ，現在已撤除。
都營淺草線車站業務由馬喰站務管區管轄，並委託給東京都營交通協力會。

#### 月台配置
| 月台 | 路線   | 目的地                             |
| ---- | ------ | ---------------------------------- |
| 3    | 淺草線 | 西馬込、京急線、羽田機場方向       |
| 4    | 淺草線 | 押上、京成線、北總線、成田機場方向 |

（來源：都營地下鐵:車站構內圖 （页面存档备份，存于））

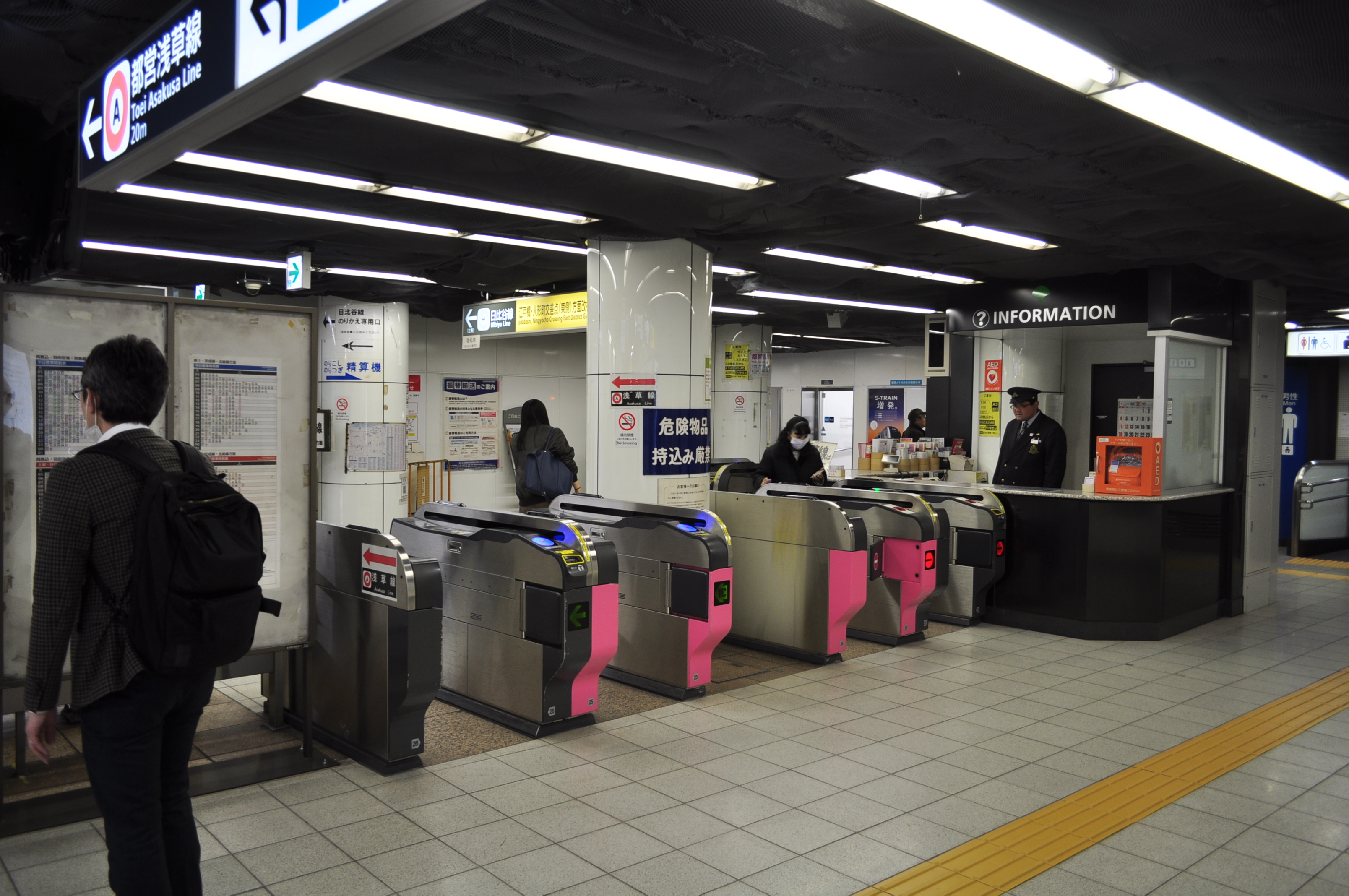
都營淺草線江戶橋、人形町交差點（東側）方面閘口（2018年2月28日攝）
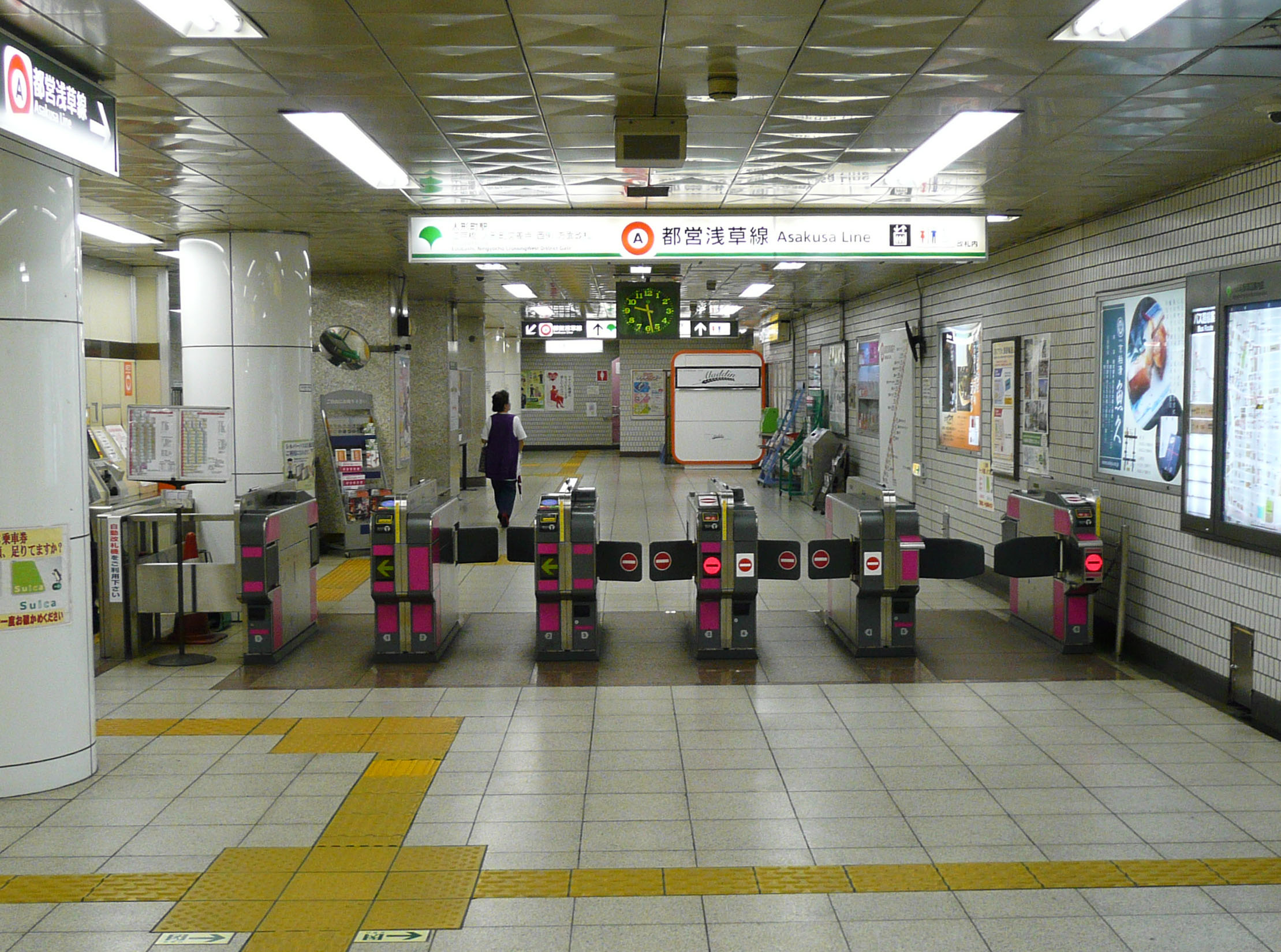
江戶橋、人形町交差點（西側）方向閘口（2010年5月）
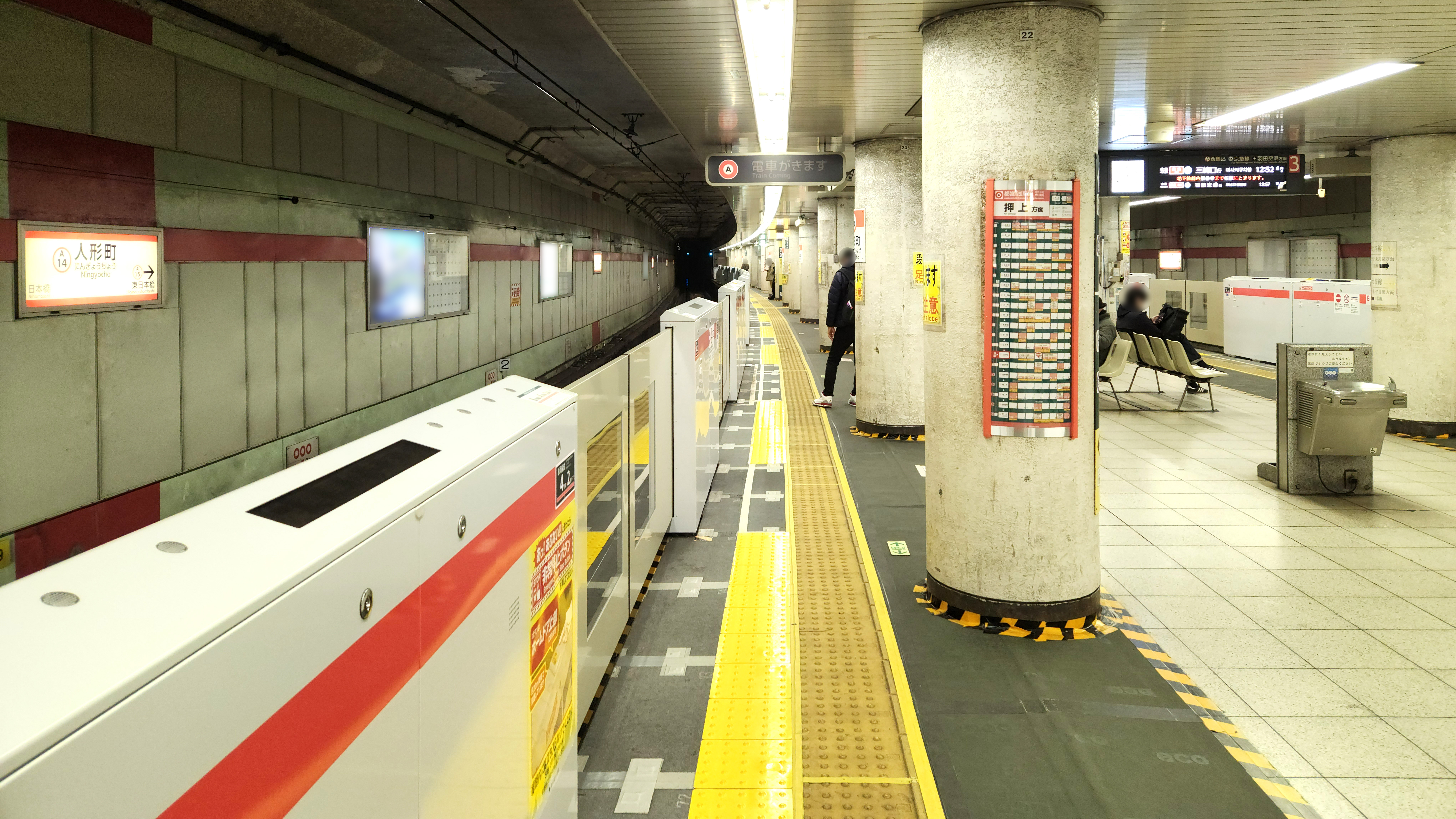
都營淺草線月台（2023年2月26日攝）

## 利用狀況
- 東京地下鐵 - 2017年度1日平均上下車人次為82,583人[使用人數 1]。
東京地下鐵全部130個車站當中排名第49位。
- 都營地下鐵 - 2017年度1日平均上下車人次為52,172人（上車人次：26,373人，下車人次：25,799人）[使用人數 2]。

近年1日平均上下車人次如下表。
| 年度               | 營團 / 東京地下鐵  | 營團 / 東京地下鐵 | 都營地下鐵         | 都營地下鐵 |
| 年度               | 1日平均 上下車人次 | 增長率            | 1日平均 上下車人次 | 增長率     |
| ------------------ | ------------------ | ----------------- | ------------------ | ---------- |
| 2003年（平成15年） | 81,471             | −5.3%             | 47,186             | −4.9%      |
| 2004年（平成16年） | 78,984             | −3.1%             | 47,019             | −0.4%      |
| 2005年（平成17年） | 79,978             | 1.3%              | 47,110             | 0.2%       |
| 2006年（平成18年） | 80,961             | 1.2%              | 47,211             | 0.2%       |
| 2007年（平成19年） | 83,209             | 2.8%              | 48,466             | 2.7%       |
| 2008年（平成20年） | 82,492             | −0.9%             | 48,870             | 0.8%       |
| 2009年（平成21年） | 80,499             | −2.4%             | 48,262             | −1.2%      |
| 2010年（平成22年） | 79,414             | −1.3%             | 48,191             | −0.1%      |
| 2011年（平成23年） | 77,154             | −2.8%             | 46,752             | −3.0%      |
| 2012年（平成24年） | 78,042             | 1.2%              | 47,753             | 2.1%       |
| 2013年（平成25年） | 79,015             | 1.2%              | 48,086             | 0.7%       |
| 2014年（平成26年） | 78,936             | −0.1%             | 48,593             | 1.1%       |
| 2015年（平成27年） | 80,257             | 1.7%              | 49,799             | 2.5%       |
| 2016年（平成28年） | 81,472             | 1.5%              | 50,895             | 2.2%       |
| 2017年（平成29年） | 82,583             | 1.4%              | 52,172             | 2.5%       |

### 各年度1日平均上車人次（1962年－2000年）
| 年度               | 營團   | 都營地下鐵 | 來源              |
| ------------------ | ------ | ---------- | ----------------- |
| 1962年（昭和37年） | 10,289 | 2,733      | [ 東京都統計 1 ]  |
| 1963年（昭和38年） | 14,887 | 6,098      | [ 東京都統計 2 ]  |
| 1964年（昭和39年） | 21,274 | 10,293     | [ 東京都統計 3 ]  |
| 1965年（昭和40年） | 27,209 | 11,493     | [ 東京都統計 4 ]  |
| 1966年（昭和41年） | 29,440 | 12,826     | [ 東京都統計 5 ]  |
| 1967年（昭和42年） | 32,094 | 13,855     | [ 東京都統計 6 ]  |
| 1968年（昭和43年） | 36,976 | 16,543     | [ 東京都統計 7 ]  |
| 1969年（昭和44年） | 41,796 | 19,787     | [ 東京都統計 8 ]  |
| 1970年（昭和45年） | 44,652 | 22,013     | [ 東京都統計 9 ]  |
| 1971年（昭和46年） | 47,434 | 23,328     | [ 東京都統計 10 ] |
| 1972年（昭和47年） | 49,296 | 23,934     | [ 東京都統計 11 ] |
| 1973年（昭和48年） | 48,189 | 23,266     | [ 東京都統計 12 ] |
| 1974年（昭和49年） | 49,200 | 23,096     | [ 東京都統計 13 ] |
| 1975年（昭和50年） | 49,664 | 22,708     | [ 東京都統計 14 ] |
| 1976年（昭和51年） | 49,384 | 22,411     | [ 東京都統計 15 ] |
| 1977年（昭和52年） | 49,888 | 22,658     | [ 東京都統計 16 ] |
| 1978年（昭和53年） | 48,562 | 21,945     | [ 東京都統計 17 ] |
| 1979年（昭和54年） | 48,423 | 21,571     | [ 東京都統計 18 ] |
| 1980年（昭和55年） | 46,296 | 22,030     | [ 東京都統計 19 ] |
| 1981年（昭和56年） | 46,353 | 22,077     | [ 東京都統計 20 ] |
| 1982年（昭和57年） | 46,888 | 22,496     | [ 東京都統計 21 ] |
| 1983年（昭和58年） | 46,863 | 22,421     | [ 東京都統計 22 ] |
| 1984年（昭和59年） | 47,504 | 22,838     | [ 東京都統計 23 ] |
| 1985年（昭和60年） | 47,953 | 22,732     | [ 東京都統計 24 ] |
| 1986年（昭和61年） | 49,847 | 23,934     | [ 東京都統計 25 ] |
| 1987年（昭和62年） | 50,907 | 25,011     | [ 東京都統計 26 ] |
| 1988年（昭和63年） | 52,463 | 25,948     | [ 東京都統計 27 ] |
| 1989年（平成元年） | 53,918 | 27,093     | [ 東京都統計 28 ] |
| 1990年（平成02年） | 53,745 | 27,288     | [ 東京都統計 29 ] |
| 1991年（平成03年） | 50,792 | 28,489     | [ 東京都統計 30 ] |
| 1992年（平成04年） | 50,866 | 19,367     | [ 東京都統計 31 ] |
| 1993年（平成05年） | 50,288 | 28,332     | [ 東京都統計 32 ] |
| 1994年（平成06年） | 48,882 | 28,397     | [ 東京都統計 33 ] |
| 1995年（平成07年） | 48,210 | 27,672     | [ 東京都統計 34 ] |
| 1996年（平成08年） | 47,123 | 26,918     | [ 東京都統計 35 ] |
| 1997年（平成09年） | 46,307 | 26,479     | [ 東京都統計 36 ] |
| 1998年（平成10年） | 46,252 | 25,907     | [ 東京都統計 37 ] |
| 1999年（平成11年） | 44,754 | 25,216     | [ 東京都統計 38 ] |
| 2000年（平成12年） | 43,425 | 25,082     | [ 東京都統計 39 ] |

### 各年度1日平均上車人次（2001年以後）
近年1日平均上車人次推移如下表。
| 年度               | 營團 / 東京地下鐵 | 都營地下鐵 | 來源              |
| ------------------ | ----------------- | ---------- | ----------------- |
| 2001年（平成13年） | 42,501            | 24,707     | [ 東京都統計 40 ] |
| 2002年（平成14年） | 41,841            | 25,047     | [ 東京都統計 41 ] |
| 2003年（平成15年） | 39,921            | 23,809     | [ 東京都統計 42 ] |
| 2004年（平成16年） | 39,830            | 23,723     | [ 東京都統計 43 ] |
| 2005年（平成17年） | 40,288            | 23,715     | [ 東京都統計 44 ] |
| 2006年（平成18年） | 40,737            | 23,744     | [ 東京都統計 45 ] |
| 2007年（平成19年） | 41,735            | 24,459     | [ 東京都統計 46 ] |
| 2008年（平成20年） | 41,471            | 24,638     | [ 東京都統計 47 ] |
| 2009年（平成21年） | 40,466            | 24,343     | [ 東京都統計 48 ] |
| 2010年（平成22年） | 39,904            | 24,365     | [ 東京都統計 49 ] |
| 2011年（平成23年） | 38,841            | 23,638     | [ 東京都統計 50 ] |
| 2012年（平成24年） | 38,969            | 24,181     | [ 東京都統計 51 ] |
| 2013年（平成25年） | 39,575            | 24,355     | [ 東京都統計 52 ] |
| 2014年（平成26年） | 39,556            | 24,619     | [ 東京都統計 53 ] |
| 2015年（平成27年） | 40,224            | 25,221     | [ 東京都統計 54 ] |
| 2016年（平成28年） | 40,858            | 25,712     | [ 東京都統計 55 ] |
| 2017年（平成29年） |                   | 26,373     |                   |

備註
1. ↑  1962年5月31日開業。開業日から翌年3月31日までの計305日間を集計したデータ。
2. ↑  1962年9月30日開業。開業日から翌年3月31日までの計183日間を集計したデータ。

## 車站周邊
- 甘酒橫丁
- 中央區立日本橋小學校（日语：中央区立日本橋小学校）、幼稚園
  - 中央區日本橋社會教育會館
  - 中央區立日本橋圖書館
- 中央區人形町區民館
- 中央區堀留兒童公園
- 中央區日本橋保健中心
- 日本橋人形町郵便局
- 日清紡控股（日语：日清紡ホールディングス）本社
- 日刊工業新聞社（日语：日刊工業新聞）本社
- 東京地下鐵半藏門線水天宮前站 - 東南方300公尺左右，非本站轉乘站，但兩站之間有成為轉乘站的計畫[other 2]。
- 東京城市航空總站（日语：東京シティエアターミナル）（T-CAT） - 本站步行7 - 8分。
- 小網神社

### 巴士路線
最近的巴士站是人形町通上的人形町三丁目及甘酒橫丁的人形町一丁目。以下路線由東京都交通局（都營）與日之丸自動車興業（日之丸）營運。
- 人形町三丁目（都營）
  - 秋26系統：往秋葉原站
- 人形町一丁目（日之丸）
  - Metro link日本橋E線：往東京站八重洲口方向

## 站名由來
來自於地名「日本橋人形町」，地名由來請參照日本橋人形町。

## 相鄰車站
東京地下鐵
  日比谷線
茅場町（H 13）－人形町（H 14）－小傳馬町（H 15）
 都營地下鐵
 淺草線
■機場快特
通過
■機場快特以外的列車類別
日本橋（A 13）－人形町（A 14）－東日本橋（A 15）

## 來源
地下鐵1日平均使用人數
1. ↑  各駅の乗降人員ランキング （页面存档备份，存于） - 東京メトロ
2. ↑  各駅乗降人員一覧 （页面存档备份，存于） - 東京都交通局

地下鐵統計資料
1. ↑  各種報告書 （页面存档备份，存于） - 関東交通広告協議会
2. 1 2  統計データ （页面存档备份，存于） - 中央区

東京都統計年鑑
1. ↑  .   [2019-01-07]. （原始内容存档于2015-06-29）.
2. ↑  .   [2019-01-07]. （原始内容存档于2015-06-29）.
3. ↑  .   [2019-01-07]. （原始内容存档于2015-06-29）.
4. ↑  .   [2019-01-07]. （原始内容存档于2016-03-05）.
5. ↑  .   [2019-01-07]. （原始内容存档于2016-03-05）.
6. ↑  .   [2019-01-07]. （原始内容存档于2016-03-05）.
7. ↑  .   [2019-01-07]. （原始内容存档于2016-03-05）.
8. ↑  .   [2019-01-07]. （原始内容存档于2016-03-05）.
9. ↑  .   [2019-01-07]. （原始内容存档于2016-03-05）.
10. ↑  .   [2019-01-07]. （原始内容存档于2015-06-29）.
11. ↑  .   [2019-01-07]. （原始内容存档于2015-06-29）.
12. ↑  .   [2019-01-07]. （原始内容存档于2015-06-29）.
13. ↑  .   [2019-01-07]. （原始内容存档于2016-03-05）.
14. ↑  .   [2019-01-07]. （原始内容存档于2016-06-02）.
15. ↑  .   [2019-01-07]. （原始内容存档于2015-06-29）.
16. ↑  .   [2019-01-07]. （原始内容存档于2016-03-05）.
17. ↑  .   [2019-01-07]. （原始内容存档于2015-06-29）.
18. ↑  .   [2019-01-07]. （原始内容存档于2016-03-05）.
19. ↑  .   [2019-01-07]. （原始内容存档于2016-03-05）.
20. ↑  .   [2019-01-07]. （原始内容存档于2016-03-05）.
21. ↑  .   [2019-01-07]. （原始内容存档于2015-06-29）.
22. ↑  .   [2019-01-07]. （原始内容存档于2015-06-29）.
23. ↑  .   [2019-01-07]. （原始内容存档于2015-06-29）.
24. ↑  .   [2019-01-07]. （原始内容存档于2016-03-05）.
25. ↑  .   [2019-01-07]. （原始内容存档于2016-03-05）.
26. ↑  .   [2019-01-07]. （原始内容存档于2015-06-29）.
27. ↑  .   [2019-01-07]. （原始内容存档于2016-03-05）.
28. ↑  .   [2019-01-07]. （原始内容存档于2016-03-05）.
29. ↑  .   [2019-01-07]. （原始内容存档于2016-03-05）.
30. ↑  .   [2019-01-07]. （原始内容存档于2016-03-05）.
31. ↑  .   [2017-03-18]. （原始内容存档于2013-08-15）.
32. ↑  .   [2017-03-18]. （原始内容存档于2013-02-03）.
33. ↑  .   [2017-03-18]. （原始内容存档于2013-02-03）.
34. ↑  .   [2017-03-18]. （原始内容存档于2013-02-03）.
35. ↑  .   [2017-03-18]. （原始内容存档于2013-02-03）.
36. ↑  .   [2017-03-18]. （原始内容存档于2016-03-04）.
37. ↑  平成10年PDF
38. ↑  平成11年PDF
39. ↑  .   [2017-03-18]. （原始内容存档于2016-03-04）.
40. ↑  .   [2017-03-18]. （原始内容存档于2016-03-04）.
41. ↑  .   [2017-03-18]. （原始内容存档于2017-07-29）.
42. ↑  .   [2017-03-18]. （原始内容存档于2017-07-29）.
43. ↑  .   [2017-03-18]. （原始内容存档于2017-07-29）.
44. ↑  .   [2017-03-18]. （原始内容存档于2017-07-29）.
45. ↑  .   [2017-03-18]. （原始内容存档于2017-07-29）.
46. ↑  .   [2017-03-18]. （原始内容存档于2017-07-29）.
47. ↑  .   [2017-03-18]. （原始内容存档于2017-07-29）.
48. ↑  .   [2017-03-18]. （原始内容存档于2016-03-26）.
49. ↑  .   [2017-03-18]. （原始内容存档于2016-03-27）.
50. ↑  .   [2017-03-18]. （原始内容存档于2016-03-25）.
51. ↑  .   [2017-03-18]. （原始内容存档于2016-03-27）.
52. ↑  .   [2017-03-18]. （原始内容存档于2016-03-22）.
53. ↑  .   [2017-03-18]. （原始内容存档于2017-07-30）.
54. ↑  .   [2019-01-07]. （原始内容存档于2018-11-09）.
55. ↑  .   [2019-01-07]. （原始内容存档于2019-05-02）.

其他
1. ↑  . 東京地下鉄. 2018-02-15  [2018-02-15]. （原始内容存档于2018-02-23）.
2. 1 2   (PDF). 東京地下鉄: 24.   [2016-06-16]. （原始内容存档 (PDF)于2021-01-30）.
3. ↑   (html). 東京地下鉄.   [2017-03-14]. （原始内容存档于2019-05-15）.

## 外部連結
- 人形町/H14 | 路線・車站資訊 | 東京地下鐵
- 人形町 - 東京都交通局